# At17
At17 es un dúo musical de Hong Kong, integrada por Eman Lam y Ellen Joyce Loo.

## Historia
Both Loo y Lam, han incursionado en la múica cuando ambos integrantes se dedicaban a la composición y producción de sus propias producciones discográficas. Loo toca la guitarra y el piano, y Lam toca la guitarra y otros instrumentos de percusión. Su estilo puede ser mejor descrito como música folktronica.
Loo y Lam, se conocieron en un concurso de canto llamado "Original Music 2000" (原音2000)", organizada por la producción "Tom Lee Music Hong Kong", donde Loo ganó el 3 º Premio y Lam ganó el 2 º Premio. Ellos fueron los participantes más jóvenes. Juntos como un equipo, comenzaron a actuar en los campus universitarios y otras instituciones terciarias locales. Después de un año, fueron descubiertos por Anthony Wong Yiu Ming, el presidente de la compañía de producción musical conocida como "People Mountain People Sea", un reconocido cantante famoso en la década de los años 90. Lam y Loo, firmaron con una empresa discográfica el 1 de enero de 2002 y el grupo fue bautizado bajo el nombre de At17.

## Discografía

### Álbum
- Meow Meow Meow (19 December 2002)[1]
- KissKissKiss (24 December 2003)
- 903 California Red: Eleven Fires Concert (10 September 2004)
- Twins x at17 Live in Music (23 September 2005)
- Bian Bian Bian (28 November 2005)
- Sing Sing Sing E.P. (not for sale) (30 September 2006)
- Sing Sing Sing Live in Concert 2006 (7 December 2006)
- Threesome + at17 (2002-2007 New + Best Collection) (20 March 2007)
- Over The Rainbow (15 July 2008)
- Over The Rainbow Vol.2 (24 October 2008)
- Over The Rainbow Vol.3 (17 April 2009)
- Over The Rainbow Vol.4 (15 September 2009)
- Just the two of us... until we meet again live (2 July 2010)

### DVD
- 903 California Red: Eleven Fires Concert (10 September 2004)
- Twins x at17 Live in Music (23 September 2005)
- Sing Sing Sing Live in Concert 2006 (Dec 2006)

## Premios
- 2002 El Premio Grupo astilla en la Tabla de Premios Ultimate canción Presentación Comercial de Hong Kong de radio.
- 2003 El Premio Grupo de Bronce en la Tabla de Premios Ultimate canción Presentación a cargo de Radio Comercial de Hong Kong.
- 2004 El Premio Grupo de Bronce en la Tabla de Premios Ultimate canción Presentación Comercial de Hong Kong de radio.
- 2005 El Premio Grupo Musical La mayoría de Amado en la Tabla de Premios Ultimate canción Presentación a cargo de Radio Comercial de Hong Kong.
- 2006 El Premio de Plata Grupo Más Popular en el Jade Solid Gold TVB de Hong Kong.
- 2006 Elección del Sina Música Popular Mi Grupo Favorito (Hong Kong) sina.com.
- 2009 El Premio Grupo de Bronce en la Tabla de Premios Ultimate canción Presentación Comercial de Hong Kong de radio.